# Pic Nick
Pic Nick Band foi um programa televisivo brasileiro que foi criado para substituir a telenovela infantil Floribella, numa parceria entre a Rede Bandeirantes e a Nickelodeon. Foi exibida de 2 de outubro a 30 de dezembro de 2006.

## Programa
Pic Nick Band teve como atrações os desenhos Ei, Arnold!, CatDog e Doug. No entanto não exibiu seriados, mas apenas as séries Normal Demais (que, pela enorme repercussão foram exibido as duas temporadas, e alavancou a audiência do programa) e Clarissa Sabe Tudo (que gerou uma leve queda na audiência do programa) por conseguinte. Foi apresentado pela atriz e apresentadora Daniela Marcondes.

## Atrações
- Ei, Arnold!
- CatDog
- Doug
- Normal Demais
- Clarissa Sabe Tudo
- Zoey 101

## Audiência
A audiência do programa chegou a dar picos de 6 pontos com a série Normal Demais, mas com série Clarissa Sabe Tudo, a audiência caiu para médias de 2,5 pontos. Na média oscilava entre 2 e 4 pontos.[carece de fontes?]

## Extinção
O programa foi substituído pelo humorístico Mr. Bean, que saiu do ar, dias depois de sua estreia, entrou em seu lugar o esportivo Band Esporte Clube, que deixou depois a grade diária, dando lugar à novela teen Dance, Dance, Dance.